# ناقص (صرف)
الناقص عند الصرفيين هو اللفظ الذي لامه فقط حرف علة. ويسمى بالمنقوص ومعتل اللام وذي الأربعة أيضًا. فإن كانت لام الكلمة واوا سمي ناقصا واويا كدعا فإن أصله دعو، وإن كانت ياء سمي ناقصا يائيا كرمى فإن أصله رمي.
ويطلق على الأسماء والأفعال. جاء في اللسان: واللغة من الأَسماء الناقصة، وأَصلها لغوة من لغا إِذا تكلم.
ويطلق الناقص أيضًا على اسم ذي حرفين كمن وما، وكم في القاموس: كم اسم ناقص مبني على السكون.